# Sophia Williams-De Bruyn
Sophia Theresa Williams-de Bruyn („Aunty Sophie“; geb. 1938 in Villageboard, Port Elizabeth, Südafrika) ist eine ehemalige südafrikanische Anti-Apartheid-Aktivistin. Sie erhielt als Erste den südafrikanischen Frauenpreis für außergewöhnliche Nationale Dienste. Sie gehörte 1956 zu den Organisatorinnen des Frauenmarsches in Südafrika.

## Jugend und Ausbildung
Sophia Theresa Williams wurde in Villageboard geboren. In der Umgebung lebten Menschen unterschiedlicher Nationalitäten. Ihre Eltern waren Frances Elizabeth und Henry Ernest Williams. Williams-De Bruyn erzählte, dass die tätige Nächstenliebe ihrer Mutter ihr half, einen Sinn für Empathie zu entwickeln.
Als ihr Vater zur Armee ging, um im Zweiten Weltkrieg zu kämpfen, zog Williams-De Bruyns Mutter mit der Familie in eine neue, speziell für Coloureds gebaute Wohnsiedlung namens Schauder. Williams-De Bruyn setzte zunächst ihre Ausbildung an der Saint James Catholic School fort. Dann brach sie jedoch die Schule ab und begann in der Textilindustrie zu arbeiten. Arbeiter in der Textilfabrik Van Lane baten sie um Hilfe bei der „Lösung ihrer Probleme mit den Fabrikbossen“. Sie wurde schließlich deren Vertrauensfrau. Später wurde Williams-De Bruyn Vorstandsmitglied der Textilarbeitergewerkschaft in Port Elizabeth.

## Politische Karriere
Williams-De Bruyn war Gründungsmitglied des South African Congress of Trade Unions (SACTU). Nachdem die Regierung in den 1950er Jahren den Population Registration Act verabschiedet hatte, wurde sie zur Vollzeitorganisatorin Coloured People’s Congress in Johannesburg ernannt.
Am 9. August 1956 führte sie zusammen mit Lilian Ngoyi, Rahima Moosa, Helen Joseph, Albertina Sisulu und Bertha Gxowa den Marsch von 20.000 Frauen auf die Union Buildings von Pretoria an. Sie protestierten gegen die Vorschrift, dass Frauen nach den Regelungen der Passgesetze so genannte „Passbücher“ (Arbeitsnachweise) tragen mussten. Williams-De Bruyn war erst 18 Jahre alt und damit die jüngste der vier Anführerinnen. Diese Frauen duckten sich durch die Wachen an den Türen, um ihre Petitionen vor den Türen der Minister abzugeben. Nach der Verabschiedung des Coloured Population Act wurde Williams-De Bruyn vom Coloured People’s Congress beauftragt, zusammen mit Shulamith Muller an Fragen der Passgesetze zu arbeiten.
Sophia Theresa Williams heiratete 1959 Henry Benny Nato De Bruyn. Sie hatte drei Kinder. Ihr Ehemann war ebenfalls Aktivist der Freiheitsbewegung und Soldat der Umkhonto we Sizwe, des militärischen Arms des African National Congress (ANC). Ihr Zuhause wurde ein Hafen für Anti-Apartheid-Aktivisten wie Raymond Mhlaba, Elias Motsoaledi und Wilton Mkwayi.
1963 musste Williams-De Bruyns Mann nach Lusaka, Sambia ins Exil gehen. Dort wurde er zum Vorsitzenden des regionalen politischen Komitees des ANC ernannt. Williams-De Bruyn folgte ihm sechs Jahre später. Sie setzte ihre Studien fort und erlangte 1977 ein Diplom als Lehrerin. Gleichzeitig arbeitete sie als Administratorin für den ANC in Lusaka. Williams-De Bruyn war 1980 Gründungsmitglied des ABC Bildungsrates. Der Rat legte das Curriculum für das Solomon Mahlangu Freedom College fest. Das College war 1978 vom exilierten ANC in Mazimbu, Tansania gegründet worden.
Williams-De Bruyn kehrte mit ihrem Mann nach Südafrika zurück, nachdem das Verbot des ANC aufgehoben worden war. Ihr Mann wurde Botschafter Südafrikas in Jordanien bis zu seinem Tod 1999.  Sie war Mitglied der Kommission für Gleichstellung der Geschlechter, bis sie 2004 Mitglied Legislative der Provinz Gauteng wurde. Von 2005 bis 2009 war sie stellvertretende Sprecherin der Legislative. Vom 9. November 2010 bis zum 6. Mai 2014 war Williams-De Bruyn Abgeordnete der südafrikanischen Nationalversammlung.

## Wirkung
Zum 60. Jahrestag des südafrikanischen Frauenmarsches von 1956 sprach Williams-De Bruyn am 9. August 2016 vor einer großen Volksmenge in Pretoria.
1999 erhielt Williams-De Bruyn den Ida Mntwana-Preis in Silber. 2001 erhielt sie als Erste den Frauenpreis für außergewöhnliche Nationale Dienste. Im selben Jahr erhielt Williams-De Bruyn den Mahatma Gandhi-Preis.
2021 ist Williams-De Bruyn für den ANC Abgeordnete in der Provinz Gauteng.